# Vétiver (profumo)
Vétiver è un profumo, della casa Guerlain.

## Storia del prodotto
Vétiver, realizzato da Jean Paul Guerlain nel 1956, fu uno dei profumi che maggiormente fecero la fortuna della maison Guerlain. Lanciato sul mercato nel 1959, Guerlain sfruttò per la prima volta nell'industria del profumo la graminacea selvatica vetiver, che in seguito sarà alla base di molti altri profumi (Vétiver Babylone di Armani o Vétiver Bourbon di Miller Harris fra gli altri). La confezione di Vétiver si caratterizza per la linea semplice di una bottiglia in vetro levigato, che lascia vedere in trasparenza il colore verde del profumo.
Negli anni, Vétiver è diventata una linea di prodotti per uomo, che comprendono anche dopobarba, acqua di Colonia, deodoranti e gel per il corpo. Les Parisiennes: Vetiver pour Elle è invece un profumo che la Guerlain ha prodotto come versione femminile del classico vétiver, dotato di note floreali più dolci e maggiormente indicate per le donne. Nel 2004 è stato prodotto Vétiver Eau Glacéè, variante del classico profumo, che mantiene quasi inalterata la piramide olfattiva e la confezione del prodotto. Esiste anche una variante chiamata Vétiver Extreme.